# José Agustín Llano y de la Cuadra
José Agustín Llano y la Quadra (San Julián de Musques, 5 de octubre de 1722-Viena, 13 de marzo de 1794), i marqués de Llano, fue un político y diplomático español.

## Biografía
José Agustín era hijo de Simón de Llano y Musques, consejero de Hacienda, y de Francisca de la Cuadra Llarena, por tanto, sobrino de Sebastián de la Cuadra y Llerena, i marqués de Villarías, que fue secretario de Estado.
Su carrera de funcionario comenzó en 1738 como paje de bolsa con su tío, en la Secretaría de Estado. Prosiguió su ascenso hasta que en 1752 fue nombrado secretario de la embajada de París. Durante esa etapa de formación había sido nombrado caballero de la Orden Militar de Santiago (1741).
Durante su estancia en Francia siguió ascendiendo en su carrera administrativa hasta el 22 de junio de 1755 que regresa a España donde pocos años después, el 15 de abril de 1758, obtiene plaza de oficial mayor. Al año siguiente, el 13 de septiembre de 1759, marchó a Barcelona y regresó acompañando a Carlos III.
José Agustín llegó a ser primer ministro del Ducado de Parma desde el 3 de septiembre de 1771 al 14 de noviembre de 1772, sustituyendo a Guillaume du Tillot, y fue nombrado Marqués de Llano el 23 de abril de 1772, por el rey Carlos III de España. Llegó a ser embajador de España ante la corte de Viena durante los años 1786 a 1794.

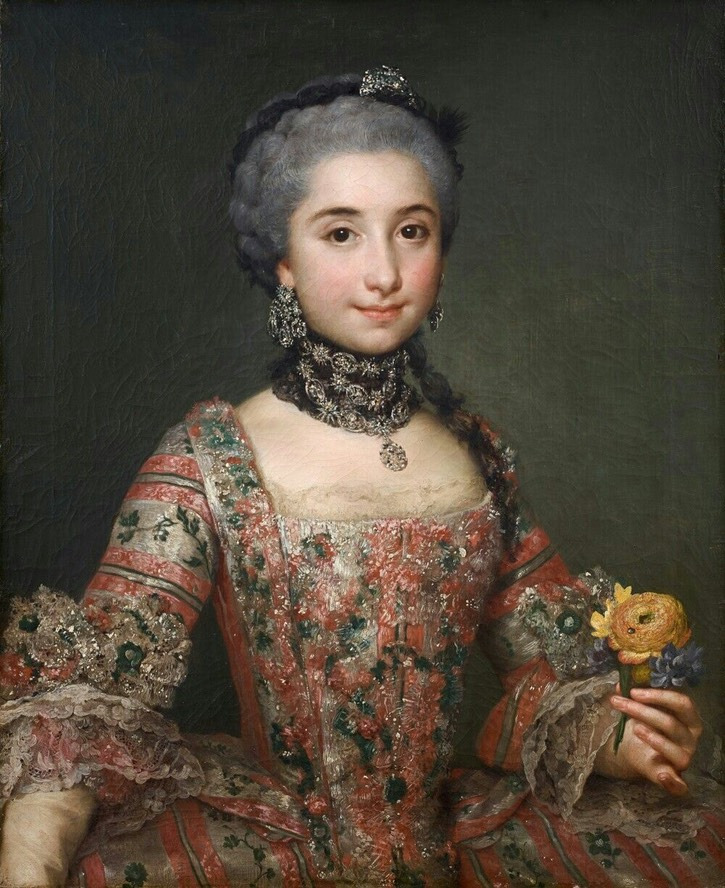
Isabel Parreño, marquesa de Llano, esposa de José Agustín de Llano y la Quadra. Retrato de Mengs (1763).